# Сешельт
Сешельт (Sháshíshálh, Shashishalhem, Sechelt) — вымирающий прибрежно-салишский язык, на котором говорит народ сешельт, проживающий на юго-западном побережье севернее города Ванкувер (по центру своих резервных общин) штата Британская Колумбия в Канаде. В настоящее время большинство народа говорит на английском языке. Также у них есть желание возродить свой язык, преподавая в местных школах.
Сешельт наиболее тесно связан с языками сквамиш, халкомелем и нуксак.
Алфавит на латинской основе: a, ch, ch̓, e, h, i, k, k̓, kw, kw̓, ḵ, ḵ̓, ḵw, ḵw̓, l, lh, m, n, p, p̓, s, sh, t, ť, tľ, ts, ts̓, u, w, x, xw, x̱, x̱w, y, ˀ, ʔ.